# Unterkotten
Unterkotten ist ein Ortsteil der Gemeinde Lindlar im Oberbergischen Kreis im Regierungsbezirk Köln in Nordrhein-Westfalen (Deutschland). 

## Lage und Beschreibung
Unterkotten liegt südwestlich von Lindlar im Tal des Ommerbaches. Nachbarorte sind Unterommer, Müllersommer und Linde.

## Geschichte
1534 wurde die Ortsbezeichnung Kotten in einem Verzeichnis der Marienbruderschaft (Archiv der Lindlarer Kirche) erstmals urkundlich genannt. In der Karte Topographische Aufnahme der Rheinlande von 1824 wird das heutige Unterkotten mit der Ortsbezeichnung „Kotten“ verzeichnet. Die Preußische Uraufnahme von 1844 zeigt den Ort ohne Ortsbezeichnung. Ab der amtlichen topografischen Karte von 1893 bis 1896 lautet die Ortsbezeichnung Unterkotten.

## Sehenswürdigkeiten
Unterhalb des Hofes Unterkotten 6 befindet sich am Straßenrand ein unter Denkmalschutz stehendes Wegekreuz aus dem Jahr 1860.

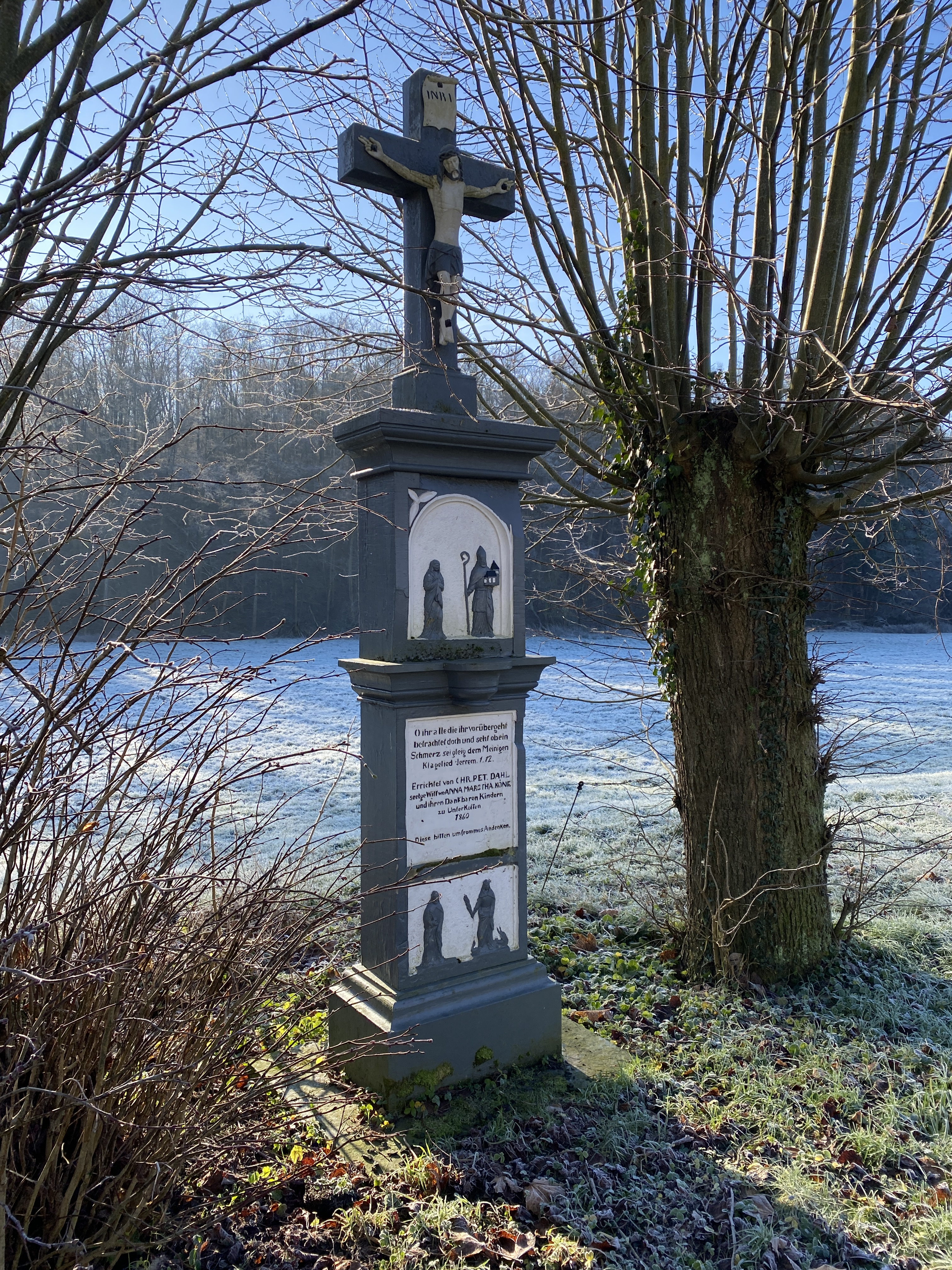
Baudenkmal Wegekreuz (1860)
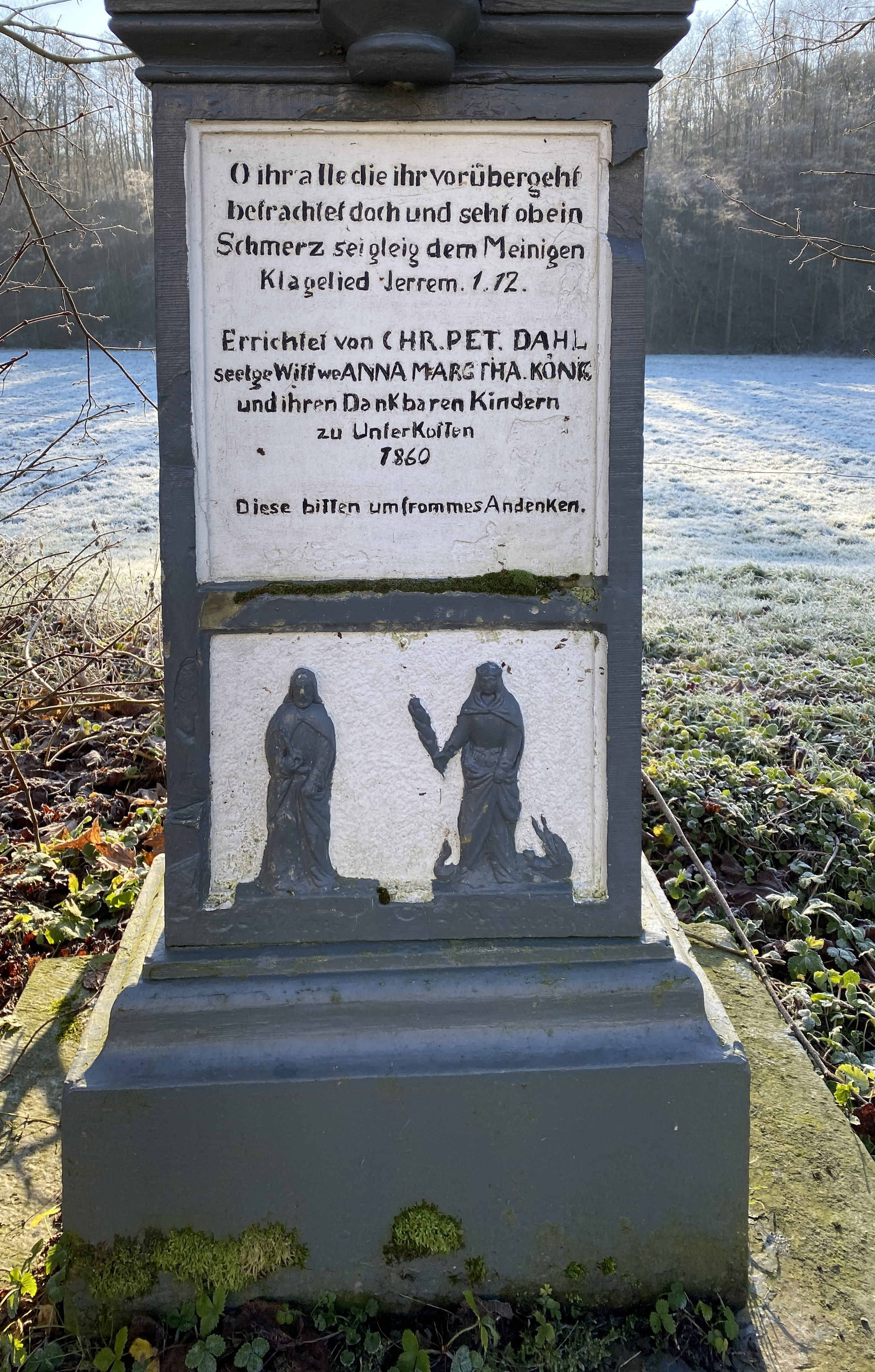
Inschrift Wegekreuz